# Georg Traeg

Georg Traeg, vor 1939

Georg Traeg (* 6. April 1899 in Oettingen in Bayern; † 30. Juli 1978 ebenda) war ein deutscher Politiker (NSDAP).

## Leben und Wirken
Nach dem Besuch der Volksschule und des Progymnasiums nahm Georg Traeg von Juni 1917 bis November 1918 mit dem 2. Bataillon des 4. Bayerischen Feldartillerie-Regiment und dem 1. Bayerischen Fußartillerie-Regiment am Ersten Weltkrieg teil. Im Mai 1919 trat er in das Freiwilligen-Bataillon des Bayerischen Reserve-Artillerie-Regiment Nr. 1 ein. Von 1922 bis 1923 gehörte er dem Bund Oberland an. Ebenfalls 1919 erhielt er eine Stellung im gehobenen mittleren Finanzdienst beim Finanzamt Oettingen. 1929 wechselte er – seit 1923 im Rang eines Obersteuersekretärs – in das Finanzamt Nördlingen. 1930 wurde er zur Kreiskasse Augsburg versetzt. 1934 wurde er dort zum Obersteuerinspektor befördert.
Im März 1923 trat Traeg erstmals in die NSDAP ein, der er sich am 1. April 1925 erneut anschloss. Im selben Jahr schloss er sich der SA an. In den ersten Jahren seiner Parteimitgliedschaft widmete er sich der Gründung und Leitung der NSDAP-Ortsgruppe Nördlingen. 1932 übernahm er die Gauabteilung des Amtes für Beamte und 1933 die Propagandaleitung im Gau Schwaben und wurde 1935 in Personalunion auch Landeskulturwalter. Am 15. Dezember 1937 wurde Traeg zum stellvertretenden Gauleiter des Gaues Schwaben ernannt und bekleidete diese Funktion bis September 1942. Ab März 1943 nahm er als Kriegsfreiwilliger bei einer Schwere-Artillerie-Ersatz-Abteilung am Zweiten Weltkrieg teil.
Von April 1938 bis zum Ende der NS-Herrschaft saß Traeg als Abgeordneter für den Wahlkreis 24 (Oberbayern-Schwaben) im nationalsozialistischen Reichstag.